# We're Outta Here!
We're Outta Here! est un album en concert des Ramones sorti en 1997. Il a été enregistré lors du dernier concert des Ramones, le 6 août 1996 à Los Angeles.

## Liste des titres
1. Durango 95
2. Teenage Lobotomy
3. Psycho Therapy
4. Blitzkrieg Bop
5. Do You Remember Rock 'n' Roll Radio?
6. I Believe in Miracles
7. Gimme Gimme Shock Treatment
8. Rock 'n' Roll High School
9. I Wanna Be Sedated
10. Spider-Man
11. The KKK Took My Baby Away
12. I Just Wanna Have Something to Do
13. Commando
14. Sheena Is a Punk Rocker
15. Rockaway Beach
16. Pet Sematary
17. The Crusher
18. Love Kills (avec l'ancien bassiste Dee Dee Ramone)
19. Do You Wanna Dance?
20. Somebody Put Something in My Drink
21. I Don't Want You
22. Wart Hog
23. Cretin Hop
24. R.A.M.O.N.E.S. (avec Lemmy de Motörhead)
25. Today Your Love Tomorrow the World
26. Pinhead
27. 53rd and 3rd (avec Tim Armstrong et Lars Frederiksen de Rancid)
28. Listen to My Heart
29. We're a Happy Family
30. Chinese Rocks (avec Chris Cornell et Ben Shepherd de Soundgarden)
31. Beat on the Brat
32. Any Way You Want It (avec Eddie Vedder de Pearl Jam)

## Formation
- Joey Ramone – chant
- Johnny Ramone – guitare
- C.J. Ramone – basse et chant
- Marky Ramone – batterie